# Coroatá
Coroatá is een gemeente in de Braziliaanse deelstaat Maranhão. De gemeente telt 63.081 inwoners (schatting 2009).
De plaats is zetel van het rooms-katholieke bisdom Coroatá.
De gemeente grenst aan Timbiras, Codó, Peritoró, Alto Alegre do Maranhão, São Mateus do Maranhão, Matões do Norte, Pirapemas en Vargem Grande.